# جعفر روحبخش
جعفر روح‌بخش عینی (۱۳۱۷ مشهد - ۸ اردیبهشت ۱۳۷۵) از نقاشان مکتب سقاخانه در نقاشی معاصر ایران بود.

## زندگی
جعفر روح‌بخش عینی در مشهد متولد شد. پدرش از مهاجران ولایت خوارزم در کشور ازبکستان بود که بعد از انقلاب بلشویکی به ایران آمده بود و در ضمن نسبتی هم با خاندان صدرالدین عینی داشت که از نام خانوادگی‌اش هم برمی‌آید.
روح‌بخش از همان دوران نوجوانی علاقه خود را به هنر نشان داد و پس از گرفتن دیپلم از هنرستان، وارد دانشکده هنرهای زیبای دانشگاه تهران شد و در رشته نقاشی تزئینی و معماری داخلی در مقطع کارشناسی و کارشناسی ارشد تحصیل کرد.
پیش از آغاز فعالیت جدی خود در زمینه نقاشی، مینیاتور را تجربه کرد. این موضوع سال‌ها بعد در کارهای این هنرمند نمود داشت. او از شاگردان حسین بهزاد بود. آشنایی او با هنر سنتی ایران و مینیاتور تأثیر خود را در طول عمر هنری این هنرمند گذاشت و باعث شد کارهای او از حال و هوای هنر اصیل ایرانی برخوردار باشند.
در اوایل دهه ۵۰ برای سه سال به فرانسه رفت تا به تجربیاتش در زمینه هنرهای تزئینی بیفزاید. کارهای او در فرانسه نیز مورد استقبال بسیاری از هنرمندان و هنر دوستان قرار گرفت، به‌طوری که یک سرمایه دار هنری به نام مک، در منطقه سن پل دو وانس، در نزدیکی شهر نیس، رسماً از او دعوت کرد تا در این مرکز به کار بپردازد. روح‌بخش در این مرکز به کارهایی چون حجاری، چاپ دستی و گراورسازی نیز پرداخت و با هنرمندانی مشهور چون خوآن میرو، مارک شاگال و ژرژ براک، که در همین مکان سکونت داشتند، آشنا شد.
جعفر روح‌بخش با شروع انقلاب به ایران برگشت و در شمال کشور ساکن شد. حضور او در طبیعت زیبای این منطقه بر نقاشی‌های روحبخش تأثیرگذار بود.
او در دهه ۶۰ در دانشگاه به تدریس چاپ‌های دستی برای رشته‌های گرافیک و نقاشی پرداخت.
از آثار این هنرمند نمایشگاه‌های بسیاری برگزار شده است. برگزاری نمایشگاه‌های متعدد در گالری بروجنی، گالری نگار، گالری مس، موزهٔ ایران باستان، گالری لوترک و گالری تهران، گالری گراند پاریس، انتشارات کتاب‌سرا و موزه هنرهای معاصر از فعالیت‌های این هنرمند به شمار می‌رود.

## ویژگی هنری
جعفر روحبخش را یکی از چهره‌های شاخص مکتب سقاخانه می‌دانند.
ویژگی بارز این هنرمند فعالیت در هنر سنتی و انتزاعی بود. به گفته بسیاری از کارشناسان هنری تجربه او از هنر سنتی و اصیل ایرانی در جوانی باعث شده بود حتی کارهای انتزاعی و آبستره این هنرمند نیز رگه‌هایی از نقاشی سنتی ایران را دارا باشند. او همچنین در کارهایش از نقوش پارچه‌های قدیمی الهام می‌گرفت.
خود او دربارهٔ هنرش گفته است: «من در نقاشی به آنچه می‌آفرینم، هرگز نمی‌اندیشم. نمی‌دانم القای اندیشه به وسیله رنگ و بوم یعنی چه! من از نقاشی لذت می‌برم. در نقاشی تولد می‌یابم. در کار خود به نتیجه نمی‌اندیشم. حاصل کار نتیجه را نشان می‌دهد. برخی از بینندگان آثارم می‌گویند: تابلوها خیلی زیبا هستند، آرامش می‌دهند؛ در این شرایطی که بعضی از ماشینیسم و سایر مظاهر تمدن امروزی دم می‌زنند، آدم در این تابلوها یک نوع امیدوار بودن و پویایی حس می‌کند؛ خوب، رسیدن به یک نوع زیبایی، که از نظر تکنیک و هماهنگی با تحولات سبکی تا آن حد موفق باشد و بتواند بیننده امروز را این چنین برانگیزاند، می‌تواند هدف آفرینش هنری باشد.»
روح‌بخش حدفاصل دو طبع متفاوت در نقاشی ایران می‌باشد، پلی میان نقاشی سقاخانه و انتزاع. در هر زمانی و در هر مکانی می‌توانست ابزار کار خود را فراهم کند. گاهی رنگ و قلم مو دوستان صمیمی‌اش بودند گاهی رنگ‌های چاپ و کاغذ گلاسه و گاهی مس‌های سرخ.
شاید چیزی که روح‌بخش را از دیگر هنرمندان هم‌دوره اش متمایز می‌کند این است که او با جسارت کامل در عمل و سخن، تاثیرپذیری خود را می‌پذیرفت و ابراز می‌کرد. وی در تمام طول عمرش اذعان داشت که از همه‌چیز و همه‌کس متأثر است و خود را در آن تاثیرپذیری حل می‌کرد. کاری که خیلی از هنرمندان همچون پیکاسو انجام می‌دادند؛ تأثیر می‌پذیرفتند اما مغلوب نمی‌شدند. او نیز در یک دوره، تاثیرپذیری را آغاز می‌کند و آن زمانی است که به یک پختگی در مورد کار خود می‌رسد.

## درگذشت
روحبخش در آغاز دهه ۷۰ چشمانش را که در معرض نابینایی بودند به عمل جراحی پیوند قرنیه سپرد. در آن سال‌ها با وجود آسیب دیدن چشم‌هایش باز هم به مطالعه و خلق آثار هنری می‌پرداخت.
جعفر روحبخش در هشتم اردیبهشت ماه سال ۱۳۷۵ درگذشت.